# Подрезов, Владимир Юрьевич
Владимир Юрьевич Подрезов (родился 27 января 1994 в Калининграде) — российский регбист, столб (проп) команды «Красный Яр» и сборной России.

## Биография
Регби начал заниматься в 13 лет, куда его привел Андрей Лизогуб (впоследствии тоже ставший профессиональным регбистом), первым тренером был Беляков Андрей Васильевич. На одном из турниров приглянулся тренерам из Санкт-Петербурга и стал выступать за команду этого города. Также в 14-16 лет играл за юношей московской «Славы», где стал серебряным призером чемпионата России среди юношей. А с 16 лет уже выступал за юношескую команду «ВВА», где стал взял серебро на чемпионате России по регби и регби-7.

### Карьера игрока
Профессиональную карьеру начал в дубле «ВВА-Подмосковье» в 2011 году. В дальнейшем стал игроком основного состава клуба. Обладатель бронзы Чемпионата России с 2012 по 2019 года. В 2015 году одновременно выступал за «ВВА-Подмосковье» и «ВВА-дубль». Привлекался «Енисеем-СТМ» для международных игр клуба. В 2018 году, при помощи игрока «Енисея-СТМ» Ричарда Кинджи, отправился на стажировку в Новую Зеландию. Тренировался с командой «Тасман Макос», однако закрепиться в ней не смог и спустя четыре месяца вернулся в Россию.
22 апреля 2021 года стал игроком английского клуба «Лондон Айриш». Однако скоро вернулся в Россию и уже 14 июля 2021 было объявлено о возвращении Владимира в «ВВА-Подмосковье».
1 июля 2022 стал игроком клуба «Локомотив-Пенза», подписав на контракт на 2 года.

### Карьера в сборной
Вызывался в молодежные сборные U18, U20. В основной команде дебютировал в 2015 году в матче против Намибии. Первую и пока единственную попытку занес той же Намибии в 2017 году. Попал в окончательную заявку на Кубок Мира 2019.